# Sonambulismo magnético

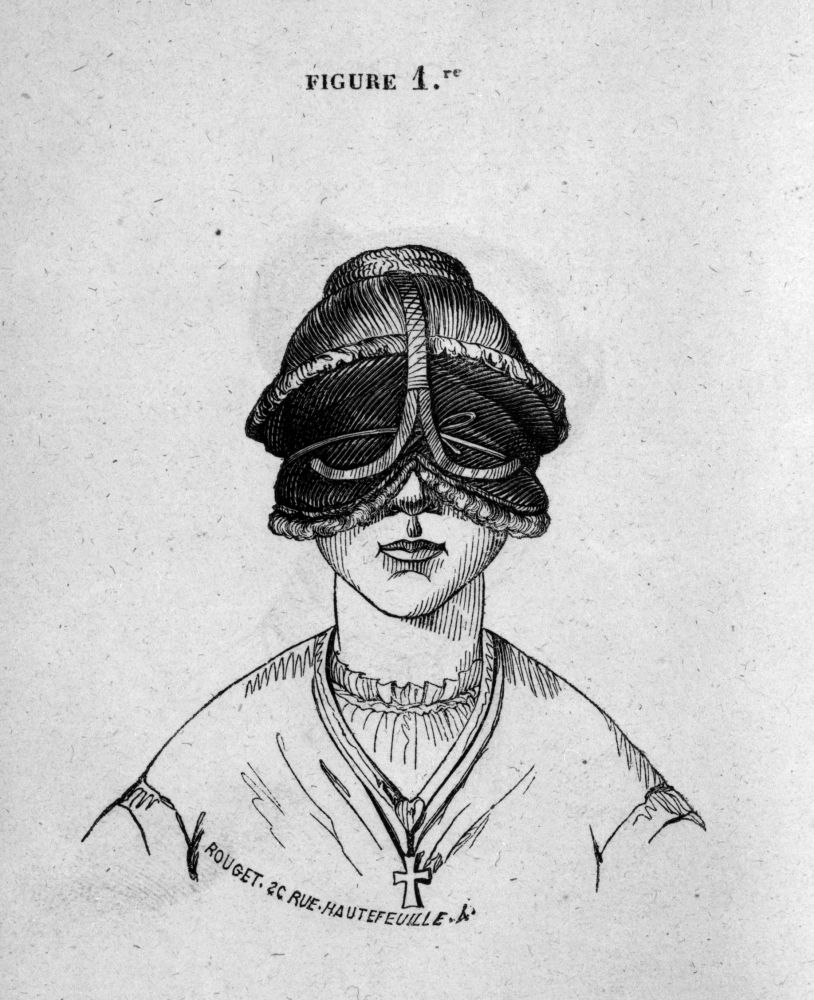
Menina sonâmbula com uma venda nos olhos

No espiritismo e no mesmerismo, sonambulismo magnético, artificial, provocado ou induzido seria um estado de emancipação da alma provocado pela ação que um magnetizador exerce sobre outra pessoa, por meio do fluido magnético, onde a lucidez da alma é mais desenvolvida, ou seja, ela vê as coisas com mais precisão e nitidez. Nessa condição o corpo agindo sob o impulso da vontade da alma, dá-se a subjugação corporal à alma O esquecimento absoluto no momento do despertar  seria um dos sinais característicos do verdadeiro sono mesmérico, porque a independência da alma e do corpo é mais completa do que no sonho.
Mesmo que presente em alguns países, as práticas do magnetismo animal não são reconhecidas como parte da ciência médica e são considerados por muitos médicos como autossugestão, através do processo universal conhecido como resposta de esperança.

## Etimologia
O termo sonambulismo magnético é um neologismo francês (somnambulisme + magnetique), que seria uma espécie de sonambulismo, só que, gravitando nos atributos do magnetismo animal.
A palavra sonambulismo (do francês somnambulisme) é uma palavra-valise que provém do latim, somnus, "sono"
e ambulare, "marchar, passear".
E da palavra "magnético" (do francês magnetique, por sua ligação raiz ao "magnetismo animal"), vem especificamente qualificá-lo como pertencente aos fenômenos magnéticos.

## O sono magnético
Os adeptos da crença no magnetismo animal defendem que o fluido magnético ao agir sobre o sistema nervoso, produz em certas pessoas, denominadas sonambúlicos, um efeito que se comparou ao sono natural, porém difere-se dele em várias perspectivas. A maior dissemelhança consiste em que, neste estado, o pensamento é inteiramente livre, o indivíduo tem perfeito conhecimento de si mesmo e o corpo pode agir como no estado normal, em razão de a causa fisiológica do sono magnético não ser a mesma que a do sono natural. Não obstante, o sono natural é um estado transitório que precede sempre o sono magnético; a transitoriedade de um a outro é um verdadeiro alertar da alma. Daí a razão daqueles que são postos pela primeira vez em sonambulismo artificial respondem quase sempre "não" a esta pergunta: "dormis?" E, realmente denota-se como verdade, eis que veem e pensam livremente, para eles isso não é dormir no sentido primeiro da palavra.
| “ | A alma tem então percepções de que não dispõe no sonho, que é um estado de sonambulismo imperfeito”. Esta é a descrição do sonambulismo natural, que é um fenômeno produzido espontaneamente. Existem algumas pessoas dotadas de uma organização especial que podem, através de ações magnéticas, entrar em estado sonambúlico, que nesse caso é denominado sonambulismo magnético . | ” |

## Aceitação científica
Em sua origem, Mesmer ensejava que o magnetismo animal se tornasse uma ciência coadunante com a filosofia e a religião, buscando a melhor compreensão, não apenas do universo tangível, mas também do que chamava de universo energético e fluídico. Fundamentado como doutrina, o mesmerismo com seu conjunto de aforismos é relatado como um dos primeiros movimentos em larga escala a tentar aproximar do mundo acadêmico ocidental  os supostos fenômenos paranormais.
Esta teoria vitalista atraiu vários seguidores na Europa e Estados Unidos e foi popular no século XIX. Os praticantes eram conhecidos como magnetizadores, em vez de mesmeristas. Por cerca de 75 anos, desde seu início, em 1779, foi uma importante especialidade médica e continuou a ter alguma influência por cerca de mais de 50 anos. Centenas de livros foram escritos sobre o assunto entre 1766 e 1925.
Depois da descoberta do eletromagnetismo por Hans Christian Ørsted , em 1820, Ampère (1827) e a de Faraday (1831), o entendimento da física do magnetismo progrediu rapidamente. Durante o mesmo período, a medicina avança e descobre que  os nervos não são controlados por um fluido magnético. Todas estas descobertas vão contra as ideias do magnetismo animal, que incidia na existência do fluido. Finalmente, em 1887, o experimento de Michelson-Morley demonstra, para a surpresa dos cientistas da época que a velocidade da luz é independente do seu ambiente e, portanto, nenhum éter físico é o suporte da luz e do eletromagnetismo. Hoje em dia é quase inteiramente esquecida e desde o fim do século XIX, as pessoas que ainda defendem a teoria do magnetismo animal são, essencialmente curandeiros e adeptos de ciências ocultas.
Em 1841, James Braid se interessou pelo mesmerismo e concluiu que o "sonambulismo magnético" era, na verdade, um estado de sono nervoso induzido por intensa concentração, rejeitando a ideia de transmissão de fluidos. Em 1842, Braid cunhou o termo "hipnotismo" para descrever esse processo. Sua abordagem científica e a introdução de novos termos estabeleceram as bases para o estudo moderno da hipnose.